# Liste der Staatsoberhäupter 1859
Übersicht
◄◄ | ◄ | 1855 | 1856 | 1857 | 1858 | Liste der Staatsoberhäupter 1859 | 1860 | 1861 | 1862 | 1863 | ► | ►►

Weitere Ereignisse

## Afrika
- Ägypten
  - Khedive (Vizekönig): Muhammad Said (1854–1863)

- Äthiopien
  - Kaiser: Theodor II. (1855–1868)

- Buganda
  - König: Mutesa I. (1856–1884)

- Bunyoro
  - König: Kyebambe IV. (1852–1869)

- Burundi
  - König: Mwezi IV. Gisabo (1852–1908)

- Dahomey
  - König: Glélé (1856–1889)

- Liberia
  - Präsident: Stephen Allen Benson (1856–1864)

- Marokko
  - Sultan: Mulai Abd ar-Rahman (1822–1859)
  - Sultan: Sidi Mohammed IV. (1859–1873)

- Oranje-Freistaat
  - Präsident: Marthinus Wessel Pretorius (1859–1863)

- Ruanda
  - König: Kigeri IV. (1853–1895)

- Kalifat von Sokoto
  - Kalif: Aliyu Babba (1842–1859)
  - Kalif: Ahmad bin Atiku (1859–1866)

- Südafrikanische Republik
  - Präsident: Marthinus Wessel Pretorius (1857–1863)

- Zulu
  - König: Mpande ka Senzangakhona (1840–1872)

## Amerika

### Nordamerika
- Mexiko
  - Staats- und Regierungschef:
    1. (übergangsweise) Félix María Zuloaga (1858–2. Februar 1859)
    2. Präsident Miguel Miramón (2. Februar 1859–1861)

- Vereinigte Staaten von Amerika
  - Staats- und Regierungschef: Präsident James Buchanan (1857–1861)

### Mittelamerika
- Costa Rica
  - Staats- und Regierungschef:
    1. Präsident Juan Rafael Mora Porras (1849–14. August 1859)
    2. (provisorisch) José María Montealegre Fernández (14. August 1859–1863)

- Dominikanische Republik
  - Staats- und Regierungschef:
    1. Präsident José Desiderio Valverde (1858–31. Januar 1859)
    2. Präsident Pedro Santana (1844–1848, 1853–1856, 31. Januar 1859–1861)

- El Salvador
  - Staats- und Regierungschef:
    1. Präsident Miguel Santín del Castillo (1858–24. Januar 1859)
    2. (amtierend) Joaquín Eufrasio Guzmán (24. Januar–15. Februar 1859)
    3. (amtierend) José María Peralta (15. Februar–12. März 1859)
    4. Präsident Gerardo Barrios (12. März 1859–1863)

- Guatemala
  - Staats- und Regierungschef: Präsident Rafael Carrera y Turcios (1844–1848, 1851–1865)

- Haiti
  - Staats- und Regierungschef:
    1. Kaiser Faustin I. (1847–15. Januar 1859)
    2. Präsident Fabre Geffrard (16. Januar 1859–1867)

- Honduras
  - Staats- und Regierungschef: Präsident José Santos Guardiola Bustillo (1856–1862)

- Nicaragua
  - Staats- und Regierungschef: Präsident Tomás Martínez (1857–1867)

### Südamerika
- Argentinien
  - Staats- und Regierungschef: Präsident Justo José de Urquiza (1854–1860)

- Bolivien
  - Staats- und Regierungschef: Präsident José María Linares (1857–1861)

- Brasilien
  - Herrscher: Kaiser Peter II. (1831–1889)

- Chile
  - Staats- und Regierungschef: Präsident Manuel Montt (1851–1861)

- Ecuador
  - Staats- und Regierungschef:
    1. Präsident Francisco Robles (1856–17. September 1859)
    2. José María Avilés Pareja (Vorsitzender einer Gegenregierung, Mai bis Juni 1859)
    3. Gabriel García Moreno (Gegen-Staatschef Juni bis September 1859, als Sieger im Bürgerkrieg ab September de facto Staatsoberhaupt)
    4. Jerónimo Carrión (weiterer Gegenpräsident Juli/August 1859)
    5. Guillermo Franco (Gegenpräsident im Bürgerkrieg, noch nach Sieg García Morenos im ursprünglichen Konflikt mit Robles)

- Granada-Konföderation (heute Kolumbien)
  - Staats- und Regierungschef: Präsident Mariano Ospina Rodríguez (1857–1861)

- Paraguay
  - Staats- und Regierungschef: Präsident Carlos Antonio López (1841–1844, 1844–1862)

- Peru (umstritten)
  - Staats- und Regierungschef: Präsident Ramón Castilla (1855–1862)

- Uruguay
  - Staats- und Regierungschef: Präsident Gabriel Antonio Pereira (1856–1860)

- Venezuela
  - Staats- und Regierungschef:
    1. Präsident Julián Castro Contreras (1858–1859)
    2. Präsident Pedro Gual Escandon (1859)
    3. Präsident Manuel Felipe de Tovar (1859–1861)

## Asien
- Abu Dhabi
  - Emir: Zayed I. (1855–1909)

- Adschman
  - Scheich: Humaid I. (1848–1872)

- Afghanistan
  - Emir: Dost Mohammed Khan (1842–1863)

- Bahrain
  - Emir: Muhammad ibn Khalifah Al Khalifah (1842–1868)

- China (Qing-Dynastie)
  - Kaiser: Xianfeng (1850–1861)

- Britisch-Indien
  - Vizekönig: Charles John Canning (1856–1862)

- Japan
  - Kaiser: Kōmei (1846–1867)
  - Shōgun: (Tokugawa): Tokugawa Iemochi (1858–1866)

- Korea
  - König: Cheoljong (1849–1864)

- Kuwait
  - Emir: Djabir I. (1814–1859)
  - Emir: Sabbah II. (1859–1866)

- Oman
  - Sultan: Thuwaini ibn Said (1856–1866)

- Persien (Kadscharen-Dynastie)
  - Schah: Naser od-Din Schah (1848–1896)

- Thailand
  - König: Mongkut, König von Thailand (1851–1868)

## Australien und Ozeanien
- Hawaii
  - König: Kamehameha IV. (1855–1863)

## Europa
- Abchasien
  - Prinz: Mikheil Sharvashidze (1822–1864)

- Andorra
  - Co-Fürsten:
    - Kaiser von Frankreich: Napoleon III. (1848–1870)
    - Bischof von Urgell: Josep Caixal i Estradé (1851–1879)

- Belgien
  - Staatsoberhaupt: König Leopold I. (1831–1865)
  - Regierungschef: Ministerpräsident Charles Rogier (1847–1852, 1857–1868)

- Dänemark
  - Staatsoberhaupt: König: Christian VIII. Friedrich VII. (1848–1863)
  - Regierungschef:
    - Ministerpräsident Carl Christian Hall (1857–2. Dezember 1859, 1860–1863)
    - Ministerpräsident Carl Eduard Rotwitt (2. Dezember 1859–1860)

- Deutscher Bund
  - Österreich
    - Kaiser: Franz Joseph I. (1848–1916)
      - Ministerpräsident: Karl Ferdinand Graf von Buol-Schauenstein (1852–1859)
      - Ministerpräsident: Johann Bernhard Graf von Rechberg und Rothenlöwen (1859–1861)

  - Preußen
    - König: Friedrich Wilhelm IV. (1840–1861)
      - Ministerpräsident: Karl Anton Fürst von Hohenzollern-Sigmaringen (1858–1862)

  - Fürstentum Anhalt-Bernburg
    - Herzog: Alexander Karl (1834–1863)

  - Fürstentum Anhalt-Dessau
    - Herzog: Leopold IV. (1817–1871)

  - Baden
    - Großherzog: Friedrich I. (1856–1907) Regent (1852–1856)

  - Bayern
    - König: Maximilian II. (1848–1864)

  - Braunschweig
    - Herzog: Wilhelm (1831–1884)

  - Bremen
    - Bürgermeister: Arnold Duckwitz (1857–1863, 1866–1869)
    - Bürgermeister: Carl Friedrich Gottfried Mohr (1857–1861, 1864–1867, 1870–1873)

  - Frankfurt
    - Älterer Bürgermeister: Eduard Ludwig von Harnier (1855, 1857, 1859)

  - Hamburg
    - Bürgermeister: Nicolaus Binder (1855, 1857, 1859, 1861)
    - Bürgermeister: Heinrich Kellinghusen (1843–1844, 1845–1846, 1847–1848, 1851–1852, 1853–1854, 1855–1856, 1857–1858, 1859–1860)

  - Hannover
    - König: Georg V. (1851–1866)

  - Hessen-Darmstadt
    - Großherzog: Ludwig III. (1848–1877)
      - Präsident des Gesamt-Ministeriums: Reinhard Carl Friedrich von Dalwigk (1850–1871)

  - Hessen-Homburg
    - Landgraf: Ferdinand (1848–1966)
      - Dirigierender Geheimer Rat: Christian Bansa (1848–1862)

  - Hessen-Kassel
    - Kurfürst: Friedrich Wilhelm (1847–1866)

  - Holstein und Lauenburg (Personalunion mit Dänemark 1815–1864)
    - Herzog: Friedrich II. (1848–1863)

  - Liechtenstein
    - Fürst: Johann II. (1858–1929)

  - Lippe
    - Fürst: Leopold III. (1851–1873)

  - Lübeck
    - Bürgermeister: Karl Ludwig Roeck (1855–1856, 1859–1860, 1863–1864, 1867–1868)

  - Luxemburg und Limburg (Personalunion mit den Niederlanden 1815–1890)
    - Großherzog: Wilhelm III. (1849–1890)

  - Mecklenburg-Schwerin
    - Großherzog: Friedrich Franz II. (1842–1883)
      - Präsident des Staatsministeriums: Jasper von Oertzen (1858–1869)

  - Mecklenburg-Strelitz
    - Großherzog: Georg (1816–1860)
      - Staatsminister: Wilhelm von Bernstorff (1850–1861)

  - Nassau
    - Herzog: Adolf (1839–1866) (1890–1905 Großherzog von Luxemburg)
      - Staatsminister: August Ludwig zu Sayn-Wittgenstein-Berleburg (1852–1866)

  - Oldenburg
    - Großherzog: Nikolaus Friedrich Peter (1853–1900)
      - Staatsminister: Peter Friedrich Ludwig Freiherr von Rössing (1851–1874)

  - Reuß ältere Linie
    - Fürst: Heinrich XX. (1836–1859)
    - Fürst: Heinrich XXII. (1859–1902) bis 1867 unter Vormundschaft
    - Regentin: Caroline von Hessen-Homburg (1859–1867)

  - Reuß jüngere Linie
    - Fürst: Heinrich LXVII. (1854–1867)

  - Sachsen:
    - König: Johann I. (1854–1873)
      - Vorsitzender des Gesamtministeriums: Friedrich Ferdinand von Beust (1858–1866)

  - Sachsen-Altenburg
    - Herzog: Ernst I. (1853–1908)

  - Sachsen-Coburg und Gotha
    - Herzog: Ernst II. (1844–1893)
      - Staatsminister: Camillo von Seebach (1849–1888)

  - Herzogtum Sachsen-Meiningen
    - Herzog: Bernhard II. (1803–1866)

  - Sachsen-Weimar-Eisenach
    - Großherzog: Carl Alexander (1853–1901)

  - Schaumburg-Lippe
    - Fürst: Georg Wilhelm (1787–1860) bis 1807 Graf

  - Schwarzburg-Rudolstadt
    - Fürst: Friedrich Günther (1807–1867)

  - Schwarzburg-Sondershausen
    - Fürst: Günther Friedrich Karl II. (1835–1880)

  - Waldeck und Pyrmont
    - Fürst: Georg Viktor (1845–1893)
      - Regierungsrat: Carl Winterberg (1851–1867)

  - Württemberg
    - König: Wilhelm I. (1816–1864)
      - Staatsminister: Joseph von Linden (1850–1864)

- Frankreich
  - Kaiser: Napoleon III. (1851–1870)

- Griechenland
  - König: Otto I. (1832–1862)

- Italienische Staaten
  - Kirchenstaat
    - Papst: Pius IX. (1846–1870) (1870 Auflösung des Kirchenstaates – Pontifikat endet 1878)

  - Lombardo-Venetien (Personalunion mit Österreich 1815–1859/66) (Lombardei bis auf Mantua 1859 an Sardinien abgetreten)
    - König: Franz Joseph (1848–1859/66)

  - Modena und Reggio
    - Herzog: Franz V. (1846–1859)
    - Diktator: Luigi Carlo Farini (1859–1860)

  - Parma und Piacenza
    - Herzog: Robert I. (1854–1859) minderjährig
    - Regentin: Louise Marie Thérèse de Bourbon-Artois (1854–1859)
    - Diktator: Luigi Carlo Farini (1859–1860)

  - San Marino
    - Capitani Reggenti: Filippo Belluzzi, Pasquale Marcucci (1. Oktober 1858–1. April 1859)
    - Capitani Reggenti: Giuliano Belluzzi, Michele Ceccoli (1. April 1859–1. Oktober 1859)
    - Capitani Reggenti: Palamede Malpeli, Pier Matteo Berti (1. Oktober 1859–1. April 1860)

  - Sardinien
    - König: Viktor Emanuel II. (1849–1861)

  - Königreich beider Sizilien
    - König: Ferdinand II. (1830–1859)
    - König: Franz II. (1859–1860)

  - Toskana
    - Großherzog Leopold II. (1824–1859)
    - Großherzog: Ferdinand IV. (1859–1860)

- Moldau unter osmanischer Suzeränität (1859–1862 in Personalunion mit der Walachei, 1862 zu Rumänien vereinigt)
  - Fürst: Alexandru Ioan Cuza (1859–1862)

- Monaco
  - Fürst Charles III. (1856–1889)

- Montenegro (bis 1878 unter osmanischer Suzeränität)
  - Fürst: Danilo II. Petrović-Njegoš (1851–1860) (bis 1852 Fürstbischof)

- Neutral-Moresnet
  - Herrscher: Leopold I., König von Belgien (1831–1865)
  - Herrscher: Friedrich Wilhelm IV., König von Preußen (1840–1861)
  - Bürgermeister: Arnold Timothée de Lasaulx (1817–1859)
  - Bürgermeister: Adolf Hubert van Scherpenzeel-Thim (1859)
  - Bürgermeister: Joseph Kohl (1859–1882)

- Niederlande
  - König: Wilhelm III. (1849–1890)

- Norwegen
  - König: Oskar I. (1844–1859) (identisch mit Oskar I. von Schweden; Norwegisch-Schwedische Personalunion)
  - König: Karl IV. (1859–1872) (identisch mit Karl XV. von Schweden; Norwegisch-Schwedische Personalunion)

- Osmanisches Reich
  - Sultan: Abdülmecid I. (1839–1861)

- Portugal
  - König: Peter V. (1853–1861)

- Russland
  - Kaiser: Alexander II. (1855–1881)

- Schweden
  - König: Oskar I. (1844–1859) (1844–1859 König von Norwegen)
  - König: Karl XV. (1859–1872) (1859–1872 König von Norwegen)

- Serbien (bis 1878 unter osmanischer Suzeränität)
  - Fürst: Miloš Obrenović (1815–1839, 1858–1860)

- Spanien
  - Königin: Isabella II. (1833–1868)

- Ungarn
  - König: Franz Joseph I. (1848–1916) (1848–1916 König von Böhmen, 1848–1916 Kaiser von Österreich)

- Vereinigtes Königreich
  - Staatsoberhaupt: Königin Victoria (1837–1901) (1877–1901 Kaiserin von Indien)
  - Regierungschef:
    - Premierminister Edward Smith-Stanley, 14. Earl of Derby (1852, 1858–12. Juni 1859, 1866–1868)
    - Premierminister Henry Temple, 3. Viscount Palmerston (1855–1858, 12. Juni 1859–1865)

- Walachei (unter osmanischer Oberherrschaft)
  - Fürst: Alexandru Ioan Cuza (1859–1861) (1859–1861 Fürst der Moldau, 1861–1866 Fürst von Rumänien)